# أبو العصافير (مسلسل)
أبو العصافير مسلسل كوميدي سعودي عرض على قناة السعودية العرض الأول 15 أكتوبر 2004.

## قصة المسلسل
يتكون المسلسل من ثلاثين حلقة مدة الحلقة ثمانية وعشرون دقيقة وهو مسلسل كوميدي من إخراج حسني حسني العبيدي. وكل حلقة تتحدث عن موضوع وقضية معينة بأسلوب فكاهي وكوميدي، ولكل حلقة ممثلين مختلفين فهو مسلسل منوع يشارك فيه نخبة من عمالقة الفن في المملكة العربية السعودية والخليج ومن حلقات هذا المسلسل حلقة «آخر العربان» وتتحدث عن المسلسلات البدوية بأسلوب ساخر كوميدي. وكذلك حلقة «النية مطية» وحلقة «رداد» التي تعتبر الحلقات الأقوى في هذا العمل.
المسلسل يتعرض لعدد كبير من القضايا والأعمال الفنية والبرامج ولكن بأسلوب نقدي كوميدي وقد شارك في كتابة نصوص حلقات المسلسل خالد سامي ومحمد الطويان وعبد الله السدحان وناصر القصبي وعبد الله حمير القحطاني ومازن طه من سوريا.

## الممثلون

### من السعودية
- خالد سامي
- يوسف الجراح
- ناصر القصبي
- عبد الله السدحان
- فهد الحيان
- سعد المدهش
- بشير الغنيم
- راضي المهنا
- إبراهيم الحساوي
- محمد العيسى
- شيرين حطاب
- وجنات الرهبيني
- ريفان كنعان
- نواف الركابي
- حبيب الحبيب
- عبد العزيز السكيرين
- عبدالله المزيني
- فارس الخالدي
- واصل الحماد
- سعد الصالح
- محفوظ المنسف
- طارق النفيسي
- احمد العبيد
- فيصل العيسى
- خالد منقاح
- فراس الفهادي
- فهد الركف

### من البحرين
- ابتسام العطاوي
- شيماء سبت
- لطيفة المجرن
- أميرة محمد
- فضيلة المبشر
- إيمان القصيبي
- أمينة القفاص

### من الكويت
- حسن البلام

### من الاردن
- ناريمان عبد الكريم

### من سوريا
- ليلى سمور
- بسام لطفي
- فاروق جمعات
- إسكندر عزيز
- ياسين أرناؤوط
- أمانه والي
- جمال نصار
- فدوى سليمان

### من لبنان
- سوزان موسى